# 외과의사 봉달희
《외과의사 봉달희》는 2007년 1월 17일부터 2007년 3월 15일까지 방송 되었던 SBS 드라마 스페셜이다.
본래 16부작으로 기획되었으나 본 드라마가 인기를 끌면서 2회 연장되어 18부작으로 2007년 3월 15일에 종영되었다.
외과병동을 배경으로 레지던트 1년 차 봉달희(이요원 분)와 동료 레지던트들이 겪는 여러 사건들을 담은 메디컬 성장 드라마이다.

## 줄거리
주인공 봉달희는 지방 의과대학 출신의 흉부외과 레지던트 1년 차이다. 푼수 소리를 들을 만큼 밝고 순수한 성격이다. 건강 문제로 시골에 머물던 봉달희는 뒤늦게 한국대학교병원에서 흉부외과 의사로 첫발을 내딛게 된다. 같은 레지던트 1년 차로는 엄살 많고 뺀질뺀질한 박재범, 냉철한 성격에 정이 없는 조아라, 공대를 다니다가 의대로 진로를 바꾼 이민우 등이 있다. 봉달희는 이 곳에서 한국의대 출신이 아니라는 이유로 은근히 무시 당하지만 특유의 밝은 성격으로 극복해 가고, "황태자"라는 별명으로 불리는 일반외과 간담췌 전문의 이건욱과 가까워진다. 실수가 많은 달희에게 유독 모욕을 주며 다그치는 흉부외과 전문의 안중근은 건욱과는 의대 시절부터의 라이벌. 안중근은 이혼한 전처 조문경와의 사이에서 얻은 아들을 내팽개치고 돌보지 않아 고아로 자란 자신의 어린 시절을 떠올리게 하는 건욱이 못마땅하던 차에, 그런 건욱과 가까이 지내는 달희에게 차츰 신경이 쓰이게 되는데...

## 등장 인물

### 주요 인물
- 이요원 : 봉달희 역 - 흉부외과 전공의 1년 차
- 이범수 : 안중근(이진표) 역 (아역 : 최승희) - 흉부외과 전문의 스텝
- 김민준 : 이건욱 역 - 일반외과 전문의 스텝, 이현탁의 조카
- 오윤아 : 조문경 역 - 소아청소년과 전문의 스텝

### 한국대학병원 인물
- 최여진 : 조아라 역 - 일반외과 전공의 1년 차
- 김인권 : 박재범 역 - 일반외과 전공의 1년 차
- 송종호 : 이민우 역 - 흉부외과 전공의 1년 차
- 박근형 : 이현탁 역 (청년 : 이성주) - 일반외과 과장, 교수, 건욱의 큰아버지
- 이기열 : 서정환 역 - 흉부외과 과장, 교수
- 김승욱 : 박 교수 역
- 정욱 : 장지혁 역 - 일반외과 의국장
- 백승현 : 김현빈 역 - 흉부외과 의국장
- 정성운 : 응급의학과 의국장 역
- 이종민 : 서 선생 역
- 육동일 : 소아과 레지던트 역
- 한동환 : 마취과 의사 역
- 임성민 : 고 간호사 역 - 중환자실

### 그 외 인물
- 김해숙 : 양은자 역 - 달희의 어머니
- 김정민 : 봉미희 역 - 달희의 여동생 (후반부 하차)
- 김희정 : 한동건의 어머니 역
- 한춘일 : 처방전 하나만 떼달라는 남자 역
- 공재원 : 방사선사 역
- 김홍수 : 이형도 역 - 카디악 탐폰 환자
- 한창현 : 손등을 꿰메는 치료를 받는 환자 역
- 옥승일 : 이창호 역 - 심근경색으로 사망한 환자
- 김민채 : 이창호 환자의 부인 역
- 김선은 : 이창호 환자의 남동생 역
- 김태영 : 모탈리티 컨퍼런스(사망환자 사례 발표회)에 대해 설명하는 의사 역
- 원종례 : 문경의 어머니 역
- 구본임 : 이순정 역 - 위절제술 중 사망한 환자 역
- 김광인 : 자살기도 환자의 보호자 역
- 손종범 : 뇌사상태인 환자의 남편 역
- 한다민 : 조민지의 어머니 역 - 폐동맥 폐쇄증에 걸린 신생아의 어머니
- 주부진 : 배지순 역 - 장간막동맥 색전 환자
- 민병애 : 달희의 권유로 서과장이 개발한 신약을 먹은 병원 청소원 역
- 권태원 : 동인병원 실장 역
- 이승훈 : 정 선생 역 - 동인병원 의사
- 맹봉학 : 가족성용종증에 걸린 환자 역
- 여재구 : 학대 당한 아이의 아버지 역
- 김희라 : 학대 당한 아이의 어머니 역
- 권영경 : 폐암 2기인 이길자 환자의 딸 역
- 반혜라 : 나영의 어머니 역 - 이민우 여자친구의 어머니
- 우상전 : 송광수 박사 역 - 식도암 4기로 사망한 환자, 건욱의 은사님
- 최민금 : 딸이 올 때까지 환자를 살려달라 말하는 보호자 역
- 양동재 : 서혜부 탈장 환자의 아버지 역
- 전성애 : 혈기흉으로 사망한 임산부 환자의 시어머니 역
- 전일범 : 박재범이 퇴원시켜버린 환자의 아들 역
- 유승민 : 방사선사 역
- 이영실 : 포장마차 주인 역
- 김영 : 하지동맥경화증으로 사망한 제소자 환자 역
- 서진욱 : 식도암 수술로 목소리를 잃은 성악가 환자 역
- 남현주 : 성기가 골절된 남자의 내연녀 역
- 김선호 : 성기가 골절된 남자의 부인 역
- 신종훈 : 대한일보의 기자 역
- 민준현 : 에크모(인공 폐)를 달아야 하는 환자의 남편 역
- 조선주
- 이연선
- 최윤슬
- 서호철
- 윤종원
- 윤종화

### 아역
- 주민수 : 한동건 역 - 소아 간암말기 환자
- 강수한 : 이승민 역 - 문경의 아들
- 이봄 : 아정 역

### 특별출연
- 오만석 : 오정민 역 - 승민의 생부, 뮤지컬 배우

## 시청률
| 회차   | 전국 (닐슨) | 수도권 (닐슨) |
| ------ | ----------- | ------------- |
| 제1회  | 12.2%       | 13.0%         |
| 제2회  | 13.5%       | 15.1%         |
| 제3회  | 13.5%       | 13.5%         |
| 제4회  | 16.9%       | 17.2%         |
| 제5회  | 17.0%       | 17.2%         |
| 제6회  | 19.5%       | 19.5%         |
| 제7회  | 18.9%       | 18.9%         |
| 제8회  | 21.3%       | 21.5%         |
| 제9회  | 19.3%       | 19.1%         |
| 제10회 | 19.6%       | 19.2%         |
| 제11회 | 20.7%       | 21.1%         |
| 제12회 | 21.7%       | 21.7%         |
| 제13회 | 20.1%       | 20.9%         |
| 제14회 | 23.8%       | 24.6%         |
| 제15회 | 22.3%       | 23.4%         |
| 제16회 | 22.7%       | 23.2%         |
| 제17회 | 22.5%       | 23.2%         |
| 제18회 | 24.9%       | 25.2%         |

## 수상 경력
- 2007년 SBS 연기대상 10대스타상, 베스트커플상, 네티즌최고인기상, 여자 최우수연기상 이요원
- 2007년 SBS 연기대상 10대스타상, 베스트커플상, 프로듀서상 이범수
- 2007년 SBS 연기대상 뉴스타상 송종호, 최여진
- 2007년 SBS 연기대상 아역상 주민수
- 2007년 제34회 한국방송대상 TV드라마부문 작품상

## 그 외
- 외과의사 봉달희 - 울릉도에서 촬영을 진행한 부분이 있음

## 참고 사항
- 영화 배우로만 오랫동안 활동했던 이범수가 이 드라마로 TV에 데뷔하였다.[1]
- 임성민(고 간호사 역)이 2004년 MBC <사랑을 할꺼야> 이후[2] 해당 작품으로 정극 복귀를 했다.
- 해당 드라마는 종영한지 4년만에 중국에 수출되었고 후난위성텔레비전을 통해 다시 방송되었다.